# Estêvão Borges do Canto
 Estêvão Borges do Canto  (Ilha Terceira, Açores, Portugal, 1851 — ?) foi um jornalista português e inspector de 2.ª classe da fiscalização dos impostos. Colaborou em vários jornais da ilha terceira.